# Hotel Elite

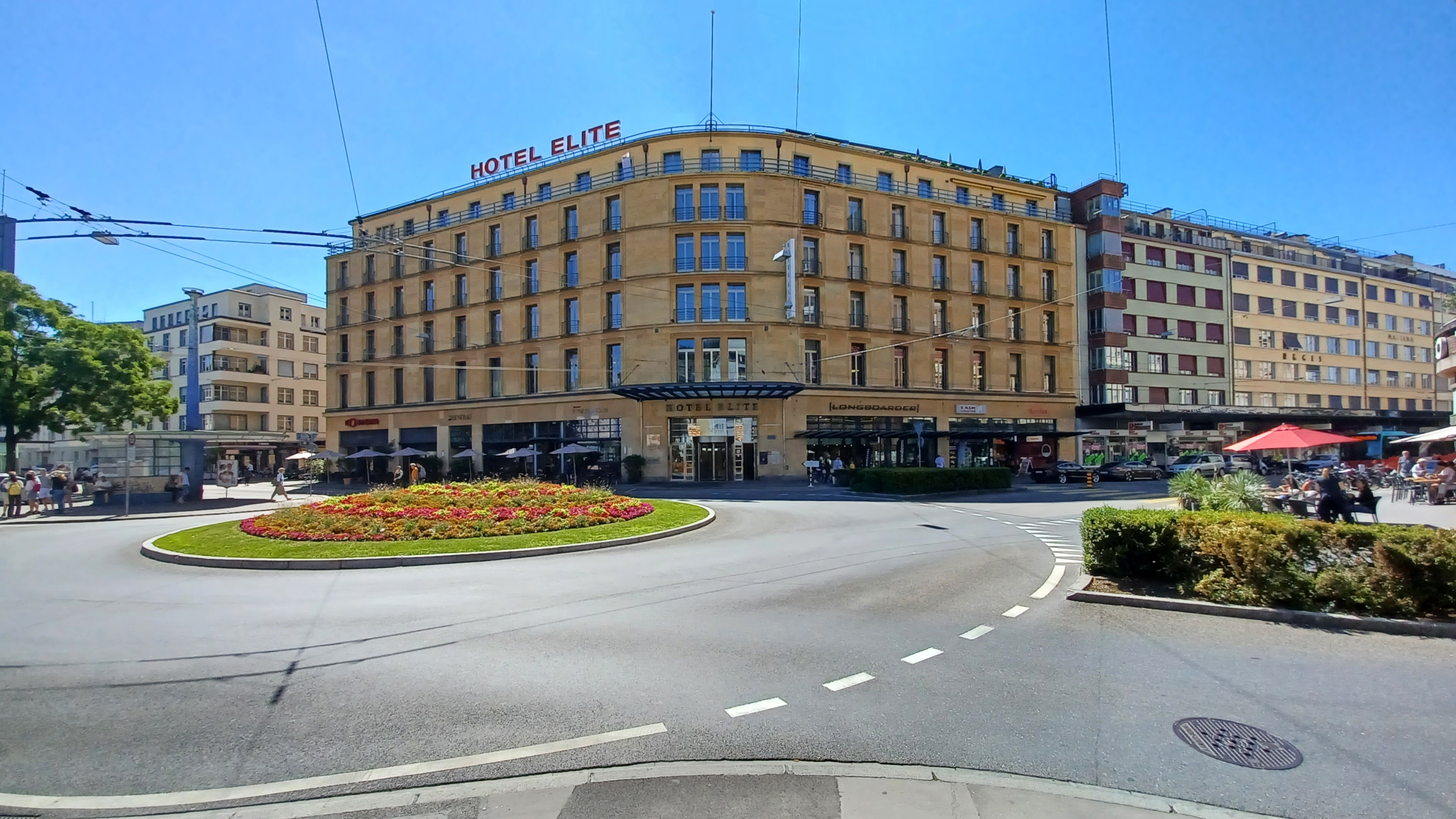
Hotel Elite, Gesamtansicht (2022)

Das Hotel Elite in Biel (französisch Bienne) im Kanton Bern in der Schweiz wurde von 1929 bis 1931 errichtet. Das Hotel im Stil der Bieler Moderne steht als Kulturgut unter Denkmalschutz. Es prägt gemeinsam mit dem ehemaligen Volkshaus den General-Guisan-Platz.

## Lage

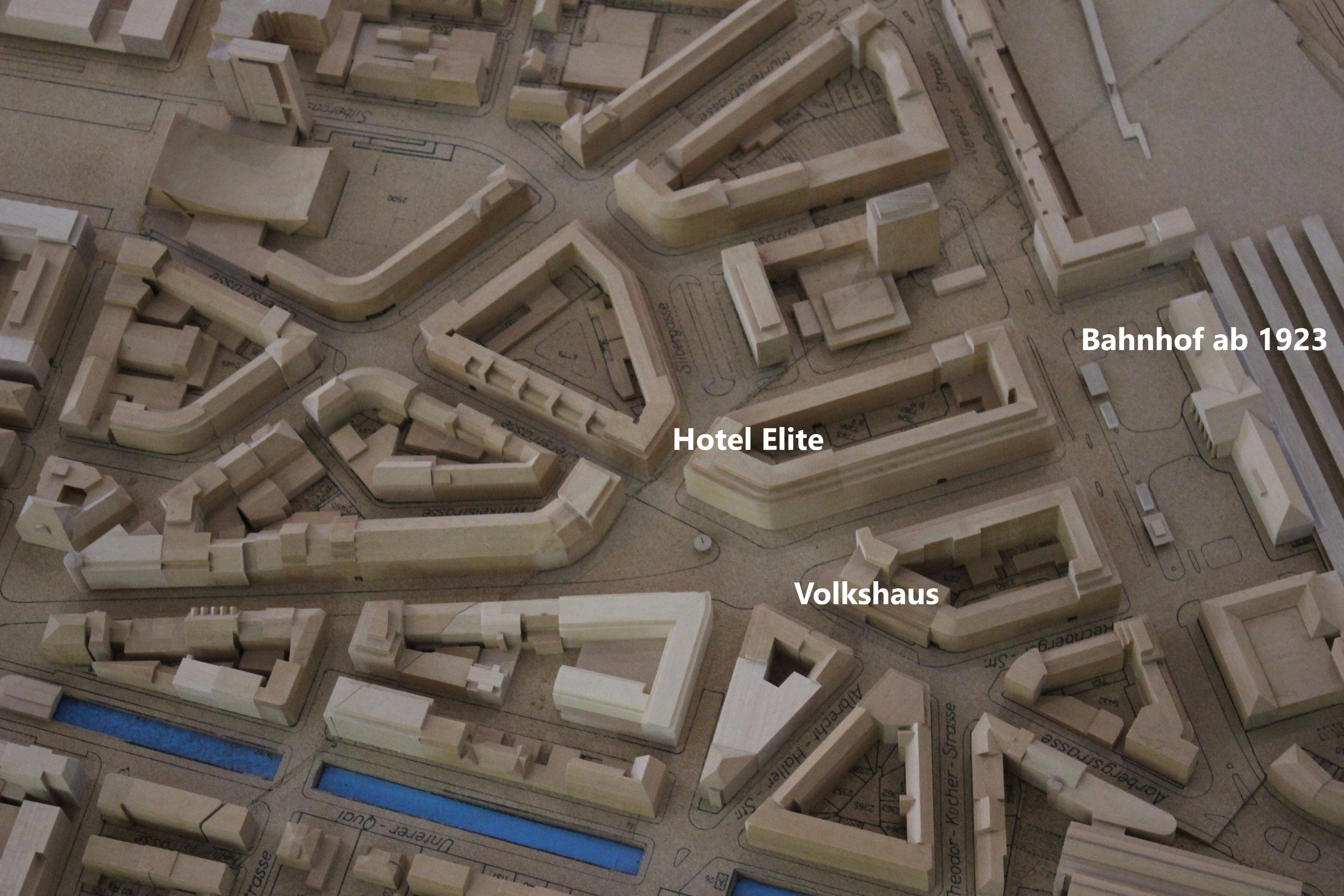
Volkshaus und Hotel Elite

Das Bauwerk befindet sich im Quartier Neustadt Süd (Nouvelle ville sud) südlich der Schüss. Es ist Teil der «Baugruppe T» (Bahnhofquartier) und schliesst als Nummer «14» mit dem Volkshaus die Bahnhofstrasse als «dominanter Platzabschluss» im Osten ab. Das Hotel steht am Standort des zweiten Bieler Bahnhofs von 1864. Das Bahnhofquartier gilt mit seinen einheitlich geplanten Strassenzügen in der Schweiz als «einzigartig». Die Nummer «12» grenzt mit einem «rahmenden Sichtbacksteinerker» die Bahnhofstrasse vom anders gearteten Hotel mit Elementen des Art-déco-Stils ab.

## Geschichte

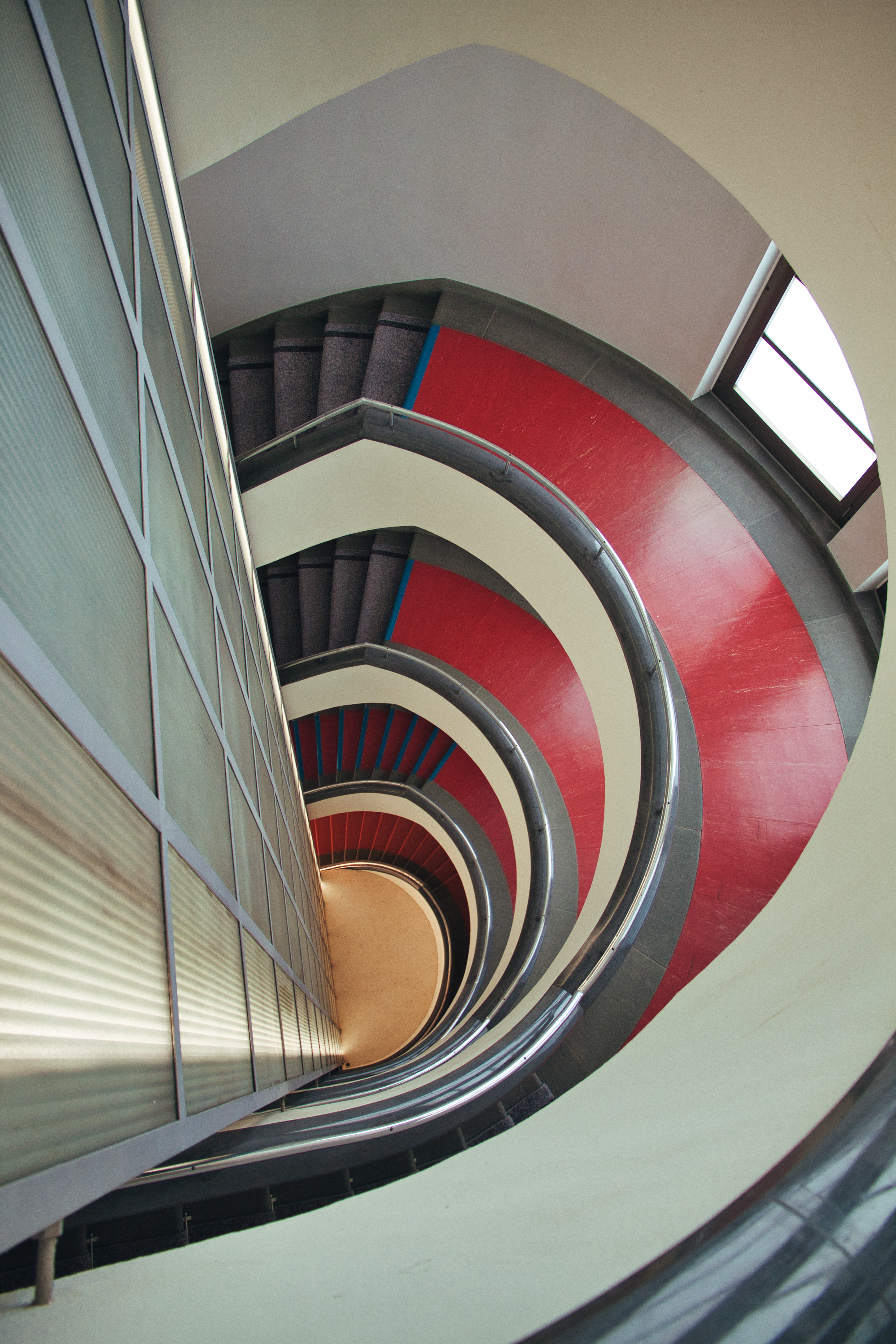
Treppenhaus des Hotels, Blick von oben (2022)

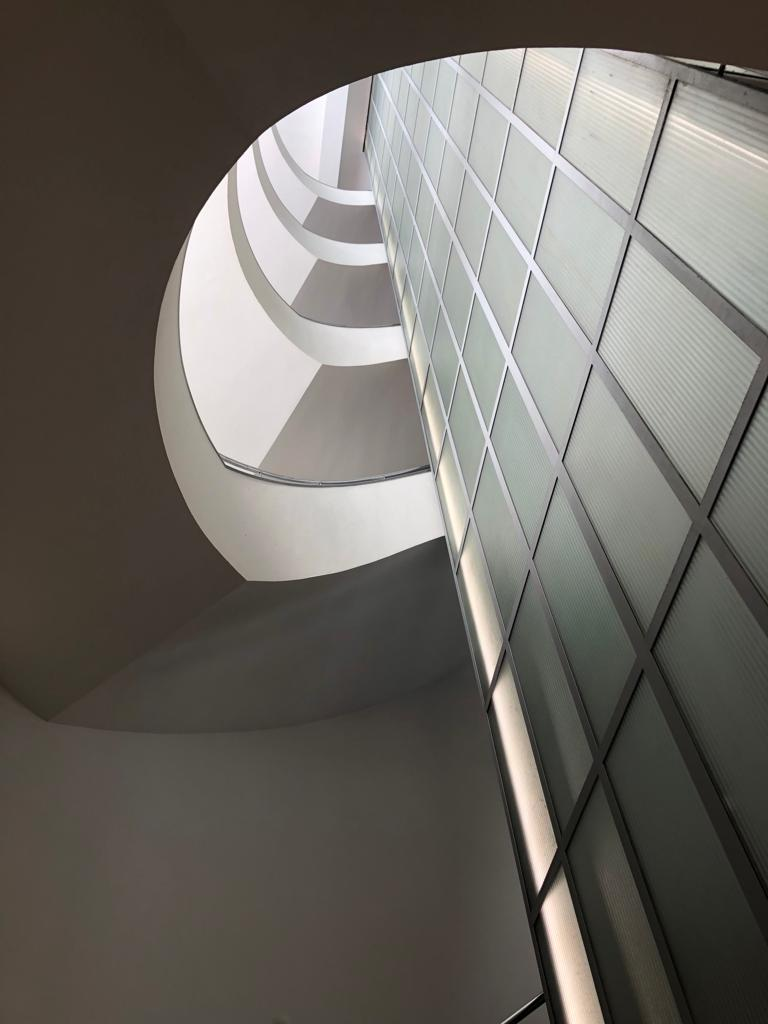
Treppenhaus des Hotels, Blick von unten (2022)

Eine 1919 gegründete Volkshausgenossenschaft forderte einen Volkshausneubau auf einem nach der Verlegung des ehemaligen Bahnhofs frei gewordenen Grundstück. Parallel entstand von der bürgerlichen Seite der Wunsch, ein Luxushotel zu bauen. Um 1900 war Biel ein wichtiger Standort für die Uhrenindustrie geworden und die Unternehmer benötigten angemessene Unterbringungsmöglichkeiten für die zahlungskräftige ausländische Kundschaft. Ein Komitee zum Bau eines Luxushotels bildete sich 1926. Im Jahr 1928 folgte die Gründung der Hotel Elite AG. Durch die gleichzeitige Planung des Volkshauses und des Hotels konnte man sowohl die bürgerlichen als auch die linken Stimmbürger überzeugen und in der Volksabstimmung 1929 wurde die finanzielle Unterstützung beider Vorhaben beschlossen.
In den Jahren von 1927 bis 1948 wurde das «Bahnhofquartier» nördlich des Bahnhofs geschlossen nach Bauvorschriften des Neuen Bauens errichtet. Der Architekt Karl Frey plante das 1931 fertiggestellte «Hotel Elite». Frey entwarf ein «mächtiges» Eckgebäude als Eisenbetonbau mit Verkleidung in «noblem» Hauterive-Kalkstein. Obwohl das Gebäude moderne Gestaltungsprinzipien aufnimmt und sich den örtlichen Sonderbauvorschriften unterordnet, enthält die Fassade auch traditionellere Elemente. Zwar betonen die Gesimse die Horizontale, die Fensterachsen und Balkone schaffen aber eine subtile vertikale Note.
Das «Hotel Elite» war das «bedeutendste Bieler Hotel jener Zeit». Von 1942 bis 1945 wurde das Hotel erstmals umgebaut. Ab 1996 erhielt es eine Gesamtrenovation und einen weiteren Umbau. Bemerkenswert dabei: Trotz der Sanierungen ist der rote Linoleum-Bodenbelag mit den blauen Nasen, der auf der spiralförmigen Treppe verlegt wurde, vom 2. Obergeschoss bis zum 5. Obergeschoss noch im Original erhalten. In der heutigen Nutzung nach der Wiedereröffnung 2015 umfasst der Komplex auch fremdvermietet folgende eigenständige Unternehmen: ein Restaurant im Erdgeschoss, ein Fitness- und Wellnesscenter im ersten Stock und ein zweites Restaurant im sechsten Stock mit Aussicht über die Stadt auf der Dachterrasse.
Das Gebäude wurde 2003 rechtswirksam im Bauinventar des Kantons als «schützenswert» verzeichnet. Es ist in das Schweizerische Inventar der Kulturgüter von regionaler Bedeutung (Kategorie B) eingetragen.

## Belege
1. 1 2 3 4  Denkmalpflege des Kantons Bern: Biel/Bienne, Bahnhofstrasse 14. In: Bauinventar des Kantons Bern. Kanton Bern, abgerufen am 21. Januar 2024.
2. ↑  Volkshaus und Hotel Elite. Das „rote“ und das „bürgerliche“ Biel am General-Guisan-Platz. in: Häuser erzählen... die Geschichte Biels vom Mittelalter bis heute. Museum Neuhaus, Biel, 2010, S. 58–61.
3. ↑  Beschilderung vor Ort, Stand 2022.
4. ↑  Webseite des Hotels, Rubrik "Über uns", abgerufen am 18. August 2023
5. ↑  KGS-Nr.: 10626.

Koordinaten: 47° 8′ 3,7″ N, 7° 14′ 40″ O; CH1903: 585267 / 220395